# An Eye for an Eye (film 1915)
An Eye for an Eye è un film muto del 1915 diretto da William Desmond Taylor.

## Trama
Robert Duncan, ricco e amante della caccia, si trova ospite nel ranch di Elsie. Invaghitosi della sorella della padrona di casa, convince la giovane a fuggire con lui. Ma quando il padre della fuggitiva viene a sapere che Duncan è già sposato, il colpo lo uccide. Elsie si reca in città alla ricerca della sorella, ma anche questa poi muore. La giovane donna giura di vendicarsi: si fa assumere nel locale di Duncan come cantante e, durante i suoi numeri, indossa sempre una maschera che conserva il segreto della sua identità. Duncan, affascinato dalla donna, si reca nel suo appartamento dove però lei gli ha teso una trappola, riuscendo così a farlo arrestare. Poi, finalmente vendicata, Elsie torna al ranch e all'uomo che ama.

## Produzione
Il film fu prodotto dalla Balboa Amusement Producing Company.

## Distribuzione
Distribuito dalla Pathé Exchange, il film uscì nelle sale cinematografiche statunitensi nel gennaio 1915.